# William Eggleston
William Eggleston (født 27. juli 1939 i Memphis i Tennessee) er en amerikansk fotograf. 
I 1976 blev han den første i verden, der lavede en soloudstilling med farvefotografi i kunst-sammenhæng. Dette skete på MOMA, Museum of Modern Art i New York i 1979. Til udstillingen blev der udgivet en bog med titlen William Eggleston's Guide, der i dag regnes for den første kunstbog udelukkende bestående af farvefotografier.